# Ludwig Joseph von Hartig
Ludwig Joseph von Hartig, ab 1707 Freiherr von Hartig, ab 1719 Graf von Hartig (* 1685; † 17. Januar 1735 in Prag) war ein österreichischer Diplomat, Landrechtsbeisitzer und kaiserlicher Gouverneur von Böhmen.

## Leben
Hartig, der Sohn des erst am 1. September 1707 in den Reichsfreiherrnstand erhobenen Johann Esaias von Hartig (1632–1708) und der Anna Katharina Walderode von Eckhausen, wurde am 20. Februar 1719 in den böhmischen, am 10. März 1732 in den Reichsgrafenstand erhoben.
Hartig lebte um 1719 in Prag als Landrechtsbeisitzer im Königreich Böhmen und war später kaiserlicher Gouverneur von Böhmen. Er war ein großer Musikliebhaber, galt in Prag als einer der besten Spieler von Tasteninstrumenten und war ein engagierter Sammler von Musikliteratur. Er beschäftigte seine eigene Musikkapelle, zu deren Mitgliedern im Jahr 1709 auch der spätere Kirchenmusiker und Komponist Jan Dismas Zelenka (1679–1745) gehörte.
Am 26. Januar 1728 kaufte er das Gut Domaslowitz in der Nähe von Liberec. Er wurde am 22. Januar 1735 in der neuerbauten Familiengruft in Wartenberg beigesetzt.

## Familie
Hartig heiratete am 24. November 1705 in Fronsprugg Maria Theresia Esther Putz von Adlersthurn (* 13. September 1686 in Schrattenthal, Niederösterreich; † 27. April 1740 in Prag), die Tochter des Johann Marcus Maximilian Putz von Adlersthurn und der Johanna Franziska von Kunitz. Sie wurde auf seinem Besitz Niemes begraben. Er hatte aus der (nach anderen Quellen 1707 geschlossenen) Ehe zwei Söhne und fünf Töchter:
- Maria Elisabeth (* 10. November 1722; † 1730)
- Maria Amalia (* 14. Mai 1718; † 1733)
- Marie Franziska (* 20. August 1721; † 7. Juni 1769)

⚭ Georg Anton von Wunschwitz
⚭ Johann Maximilian Anton von Wunschwitz (1710–1786)
- Marie Karolina († nach 1738)

⚭ 1731 Ferdinand Franz Felix von Kokorzowa († 1738)
⚭ 1738 Graf Franz de Paula von Dufort (* 1690), Oberst
- Adam Ludwig (* 1710; † 1738) ⚭ Maria Theresia Kager von Globen (1716–1759)
- Josephine (* 2. März 1718; † 7. Oktober 1752) ⚭ 1738 Karl Felix von Wrschowitz-Sekerka  († 29. März 1752)
- Adam Franz (* 25. März 1724; † 15. November 1783), österreichischer Diplomat[5] ⚭ 1752 Gräfin Marie Theresia von Kolowrat-Krakovski (* 5. April 1731; † 7. April 1791)